# Leugny (Yonne)
Leugny – miejscowość i gmina we Francji, w regionie Burgundia-Franche-Comté, w departamencie Yonne.
Według danych na rok 1990 gminę zamieszkiwało 325 osób, a gęstość zaludnienia wynosiła 24 osoby/km² (wśród 2044 gmin Burgundii Leugny plasuje się na 592. miejscu pod względem liczby ludności, natomiast pod względem powierzchni na miejscu 716.).